# Los Dynamite (banda)
Los Dynamite es una banda mexicana de rock formada en el 2002 disuelta en el 2008 y regresan a tocar en octubre del 2022 con sede en la Ciudad de México.

## Historia
Se reunieron primero en INHUMYC (Instituto de Humanidades y Ciencias, colegio ubicado en el distrito de Tlalpan, en la Ciudad de México) y empezaron a tocar juntos, con la ayuda de Paco Huidobro.
Los Dynamite han encontrado un sonido muy particular que no se había dado con mucha frecuencia en México, también son considerados los apadrinadores del indie rock mexicano de la década del 2000. Sus canciones están escritas en inglés.
Combinan diferentes géneros y sonidos a la hora de componer sus canciones, sus influencias van desde grupos totalmente electrónicos como Daft Punk hasta grupos de New Wave como los Happy Mondays, pasando por Rod Stewart, The Velvet Underground, y otros. 
Durante su corta carrera en el escenario tocaron en eventos tan importantes como la gira de Interpol en México, en festivales como el Creamfields (alternando con Stellastarr* y Audio Bullys) y el Corona Fest (alternando con Incubus y The Stills) han compartido escenario también con Secret Machines, Dirty Pretty Things, The Kills, The Juan MacLean, The Faint, Hot Hot Heat, Soulwax, The Long Blondes, Juan Son y Natalia Lafourcade. 
Su primer sencillo T.V. apareció en la campaña de Telcel en Hispanoamérica durante el verano de 2005. Reactor 105.7 los colocó en el TOP-9 de los mejores 105.7 sencillos del año, TV y KATATONIC llegaron al TOP-1 en las canciones más pedidas de Radio Ibero 90.9 durante el segundo semestre del año y la revista Rolling Stone los colocó en el TOP-3 de las nuevas mejores bandas latinas.

### Nominaciones, Apariciones, Comentarios y Curiosidades
Los Dynamite estuvieron nominados a mejor banda independiente en los MTV Video Music Awards iberoamericanos en el 2007.
Han tocado en festivales como el SXSW en Austin, Texas.
También han tocado en los festivales más grandes de México de rock hispano.
Formaron parte de la primera gira de Rockampeonato Telcel, alternando con bandas como Zoé, Los Odio! y Joselo, tal gira se presentó por todas las ciudades más grandes de la república mexicana. 
Han aparecido en programas internacionales de televisión como Vice T.V y TVE.
Se han escrito artículos en el periódico inglés The Sun, en donde son mencionados y galardonados por importantes figuras del rock inglés.
Es de los grupos de su generación y género que más discos ha vendido junto con Porter. 
También han tocado en el conocido Metro de Chicago sin ser acto abridor sino la banda cerradora. Y en el SOBS de Nueva York.
Peter Hook de New Order ha comentado acerca de la banda, diciendo: "T.V. de Los Dynamite es una composición excelente. suena y tiene influencia a The Fall como Mark E. Smith en éxtasis!"

## Integrantes

### Formación actual
- Diego Solórzano - vocal (2002 - 2008, 2022 - actualmente)
- Miguel Hernández - bajo (2002 - 2008, 2022)
- Eduardo Pacheco - batería (2002 - 2008, 2022)
- Felipe Botello - guitarra (2002 - 2008, 2022)

## Discografía

### Álbumes de estudio
- 2007: "Greatest Hits" (Noiselab Records)

Sencillos Publicados en MySpace
- Crayons
- Fright Night

Estos sencillos se decía que saldrían en el nuevo álbum de la banda el cual nunca salió a la venta.
- Datos: Q6682698